# Vasaloppet 2025
Vasaloppet 2025 var en skidtävling som genomfördes söndagen den 2 mars 2025 mellan Berga by i Sälen och Mora och är det 101:a Vasaloppet. Vinnare i herrklassen blev Alvar Myhlback och i damklassen Stina Nilsson.

## Förlopp
I SVT-satsningen Mot alla odds 2025, deltog flera svenska kändisar. Bland dem märktes Kaeli Abdi och Filip Dikmen. Målet var att genomföra Vasaloppet 2025 under ledning av Gunde Svan.

## Slutresultat
Topp tio för herrar och damer:

### Herrar
| Placering | Namn                 | Land    | Tid      |
| --------- | -------------------- | ------- | -------- |
| 1         | Alvar Myhlback       | Sverige | 03:28:45 |
| 2         | Emil Persson         | Sverige | 03:28:46 |
| 3         | Max Novak            | Sverige | 03:28:47 |
| 4         | Johan Tjelle         | Norge   | 03:28:48 |
| 5         | Axel Jutterström     | Sverige | 03:28:49 |
| 6         | Petter Stakston      | Norge   | 03:28:49 |
| 7         | Torleif Syrstad      | Norge   | 03:28:50 |
| 8         | Andreas Nygaard      | Norge   | 03:28:53 |
| 9         | Runar Skaug Mathisen | Norge   | 03:28:54 |
| 10        | Johan Hoel           | Norge   | 03:28:57 |

### Damer
| Placering | Namn                 | Land    | Tid       |
| --------- | -------------------- | ------- | --------- |
| 1         | Stina Nilsson        | Sverige | 3:54:00:6 |
| 2         | Anikken Gjerde Alnæs | Norge   | 03:59:11  |
| 3         | Silje Øyre Slind     | Norge   | 03:59:11  |
| 4         | Emilie Fleten        | Norge   | 04:05:43  |
| 5         | Louise Lindström     | Sverige | 04:05:44  |
| 6         | Karolina Hedenström  | Sverige | 04:08:22  |
| 7         | Hedda Bångman        | Sverige | 04:10:34  |
| 8         | Moa Hansson          | Sverige | 04:10:54  |
| 9         | Guro Jordheim        | Norge   | 04:13:39  |
| 10        | Malin Börjesjö       | Sverige | 04:14:24  |